# Anton Friedrich Koch
Anton Friedrich Koch (* 17. September 1952 in Gießen) ist ein deutscher Philosoph und Hochschullehrer.

## Leben und Werk
Koch besuchte die Grundschule in Fronhausen (Lahn) und die Herderschule Gießen und studierte ab 1971 Philosophie und Germanistik an der Ruprecht-Karls-Universität Heidelberg, wo er im Mai 1980 promoviert wurde und von 1979 bis 1981 als Wissenschaftlicher Angestellter tätig war. Von 1982 bis 1989 war er Wissenschaftlicher Assistent am Institut für Philosophie der Universität München. Dort erfolgte im Januar 1989 auch seine Habilitation mit einer Arbeit zum Thema Subjektivität in Raum und Zeit. Im Anschluss blieb er, nunmehr als Privatdozent und Oberassistent, zunächst in München und war dann von 1991 bis 1993 für Lehrstuhlvertretungen in Halle, wo er von 1993 bis 1996 auf den Lehrstuhl für Geschichte der Philosophie berufen wurde. Zwischen 1996 und 2009 lehrte er als Professor für Philosophie in Tübingen, wo er unter anderem Bekanntschaft mit der Tübinger Platonschule machte. Von 2009 bis zum Eintritt in den Ruhestand im Oktober 2020 lehrte er in Heidelberg. Im Frühlingssemester 2009 nahm er eine Gastprofessur an der Emory University in Atlanta (Georgia) und im Winterquartal 2016 eine Gastprofessur an der University of Chicago wahr.
Seit 2008 ist Koch ordentliches Mitglied der Heidelberger Akademie der Wissenschaften.
Seine Forschungen gelten Grundproblemen, die die klassische griechische und die klassische deutsche Philosophie mit der analytischen und hermeneutischen Gegenwartsphilosophie verbinden, insbesondere der Problematik der logisch-ontologischen Verschränkung von Denken und Sein. Dazu vertritt er in seinen Schriften eine Reihe von Thesen unter dem Etikett „Hermeneutischer Realismus“, beispielsweise: (a) die Dinge seien interpretierbar als Token von Elementarsätzen über sie; (b) zum Realen gehörten notwendigerweise leibliche Subjekte, die früher oder später irgendwo im Raum-Zeit-System auftreten müssten; (c) die logische Operation der Verneinung führe in einen unheilbaren Widerspruch; (d) die Wahrheit habe drei wesentliche Aspekte, einen realistisch-objektiven, einen pragmatisch-normativen und einen phänomenal-epistemischen Aspekt (kurz: Korrespondenz, Behauptbarkeit und Unverborgenheit); (e) die Wahrheitsaspekte träten in Erscheinung auch als Modi der Zeit (Vergangenheit, Zukunft, Gegenwart), Aspekte des Mentalen (Fühlen, Erkennen, Begehren), Aspekte der Freiheit (Willkür, Spontaneität, Autonomie), Aspekte des Glücks (Vergnügen, Gelingen, Kontemplation) usw.

## Veröffentlichungen (Bücher)
- Vernunft und Sinnlichkeit im praktischen Denken, Königshausen und Neumann: Würzburg 1980 (Dissertation), ISBN 3-88479-025-0
- Subjektivität in Raum und Zeit (= Philosophische Abhandlungen, Band 57), Klostermann: Frankfurt a. M. 1990 (Habilitationsschrift), ISBN 3-465-02254-8
- Subjekt und Natur. Zur Rolle des „Ich denke“ bei Descartes und Kant, Mentis: Paderborn 2004, ISBN 3-89785-389-2
- Versuch über Wahrheit und Zeit, Mentis: Paderborn 2006, ISBN 3-89785-561-5
- Wahrheit, Zeit und Freiheit. Einführung in eine philosophische Theorie, Mentis: Paderborn 2006, 2. Aufl. Münster 2013, ISBN 978-3-89785-601-1
- Die Evolution des logischen Raumes. Aufsätze zu Hegels Nichtstandard-Metaphysik, Mohr Siebeck: Tübingen 2014, ISBN 978-3-16-153011-1
- Hermeneutischer Realismus, Mohr Siebeck: Tübingen 2016, ISBN 978-3-16-154377-7
- Philosophie und Religion, Kröner: Stuttgart 2020, ISBN 978-3-520-90004-3